# Scary Monsters and Nice Sprites (bài hát)
"Scary Monsters and Nice Sprites"  là một bản nhạc của nhà sản xuất nhạc dance điện tử người Mỹ Skrillex. Nó được phát hành dưới dạng đĩa đơn chính trong EP thứ hai cùng tên của anh ấy. Nó sử dụng một mẫu giọng nói của Rachael Nedrow (còn được biết đến là "speedstackinggirl") khi cô ấy hét lên "Yes, oh my gosh!", sau khi hoàn thành việc xếp cốc nhanh trong video YouTube của cô ấy. Vào ngày 3 tháng 10 năm 2013, bài hát đã đạt chứng nhận 2× Platinum bởi Hiệp hội Công nghiệp Ghi âm Hoa Kỳ (RIAA), với số lượng bán ra vượt 2.000.000 đơn vị. Nó cũng đã được chứng nhận tại Canada với doanh số bán vượt 40.000 đơn vị. Vào ngày 12 tháng 2, bài hát đã giành được giải Bản thu âm nhạc dance xuất sắc nhất tại lễ trao giải Grammy lần thứ 54.
Nó đã được sử dụng trong bộ phim Spring Breakers năm 2012 và một quảng cáo cho GoPro có tiêu đề "Kayak Kiss with Ben Brown" và cả trong các trò chơi điện tử như MLB 2K12 và Ridge Racer Unbounded.
Tên bài hát được lấy cảm hứng từ album của David Bowie, bài hát Scary Monsters (and Super Creeps) và đã được nhiều nhà sản xuất như Zedd, Noisia, Kaskade phối lại.

## Sử dụng làm chất chống muỗi
Theo một nghiên cứu khoa học được công bố trên Acta Tropica, bài hát này có khả năng bảo vệ khỏi bị muỗi đốt; trong nghiên cứu, các tác giả đã viết rằng "những con muỗi cái tiếp xúc với bài hát 'Scary Monsters And Nice Sprites' tấn công vật chủ muộn hơn nhiều so với những đồng loại không tiếp xúc với chúng." Mặc dù việc này thoạt nhìn có vẻ hài hước, nhưng nó cũng chỉ ra rằng âm tần số thấp (đặc trưng của "Scary Monsters And Nice Sprites") có thể được dùng như một chất kiểm soát dịch hại (so với thuốc trừ sâu) thân thiện với môi trường hơn.

## Danh sách nhạc
| Tải bản kỹ thuật số | Tải bản kỹ thuật số               | Tải bản kỹ thuật số |
| STT                 | Nhan đề                           | Thời lượng          |
| ------------------- | --------------------------------- | ------------------- |
| 1.                  | "Scary Monsters and Nice Sprites" | 4:03                |

## Bản phối lại chính thức
- Phối của Dirtyphonics
- Phối của The Juggernaut
- Phối của Kaskade
- Phối của Noisia
- Phối của Phonat
- Phối của Zedd

## Xếp hạng và chứng nhận
| Bảng xếp hạng (2011–13)                                                  | Vị trí cao nhất |
| ------------------------------------------------------------------------ | --------------- |
| Úc (ARIA)                                                                | 56              |
| Hitseekers Úc (ARIA)                                                     | 1               |
| Pháp (SNEP)                                                              | 71              |
| Na Uy (VG-lista)                                                         | 18              |
| South Korea International Singles (Gaon)                                 | 110             |
| Thụy Điển (Sverigetopplistan)                                            | 20              |
| Anh Quốc (OCC)                                                           | 153             |
| Bảng xếp hạng Top 100 được phát trực tuyến chính thức của Vương quốc Anh | 77              |
| Hoa Kỳ Billboard Hot 100                                                 | 69              |
| Hoa Kỳ Dance/Electronic Digital Songs (Billboard)                        | 4               |
| Heatseekers songs Hoa Kỳ (Billboard)                                     | 3               |

| Chart (2011)                  | Position |
| ----------------------------- | -------- |
| Thụy Điển (Sverigetopplistan) | 50       |

| Quốc gia                                                                                 | Chứng nhận  | Số đơn vị/doanh số chứng nhận |
| ---------------------------------------------------------------------------------------- | ----------- | ----------------------------- |
| Canada (Music Canada)                                                                    | Platinum    | 80.000*                       |
| Đan Mạch (IFPI Đan Mạch) Streaming                                                       | Platinum    | 1.800.000                     |
| Hoa Kỳ (RIAA)                                                                            | 2× Platinum | 1,454,000                     |
| * Chứng nhận dựa theo doanh số tiêu thụ. · Chứng nhận dựa theo doanh số phát trực tuyến. |             |                               |